# Sar Mazdeh
Sar Mazdeh är en ort i Iran.   Den ligger i provinsen Khorasan, i den nordöstra delen av landet, 600 km öster om huvudstaden Teheran. Sar Mazdeh ligger 992 meter över havet och antalet invånare är 643.
Terrängen runt Sar Mazdeh är platt söderut, men norrut är den kuperad. Terrängen runt Sar Mazdeh sluttar söderut.Runt Sar Mazdeh är det glesbefolkat, med 19 invånare per kvadratkilometer. Närmaste större samhälle är Kāshmar, 17,2 km öster om Sar Mazdeh. Omgivningarna runt Sar Mazdeh är i huvudsak ett öppet busklandskap.